# Markquis Nowell

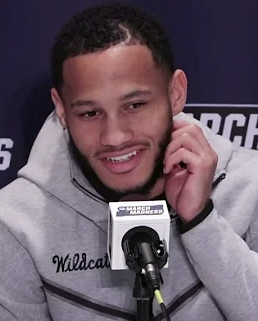
Marquise Nowell, 2023.

Markquis Morris Nowell, född 25 december 1999 i New York i New York, är en amerikansk professionell basketspelare (PG) som spelar för Houston Rockets i National Basketball Association (NBA). Han har tidigare spelat för Toronto Raptors.
Nowell blev aldrig NBA-draftad.
Innan han blev proffs studerade Nowell först vid University of Arkansas at Little Rock och spelade för deras idrottsförening Little Rock Trojans. Nowell blev senare överförd till Kansas State University för spel i Kansas State Wildcats.